# Селма Лагерлеф
Селма Отила Ловиса Лагерлеф (швед. Selma Ottilia Lovisa Lagerlöf), рођена 20. новембра 1858. на породичном имању Морбака у Вермланду, Шведској, умрла 16. марта 1940. у истом месту; шведска, била је шведска књижевница.
Године 1909. Селма Лагерлеф добила је Нобелову награду за књижевност, чиме је постала прва жена овенчана овом престижном наградом. Нобелову награду пре ње су добиле само још две жене — Марија Кири за физику 1903. и Берта фон Сутнер за мир 1905.

## Биографија

### Детињство
Селма Лагерлеф је рођена 1858. године у Вермланду. Била је четврто дете пуковника Ерика Лагерлефа и Луисе Лагерлеф, рођене Валрут. Рођена је са тешком повредом кука.
Када је имала три и по године разболела се и остала парализована у обе ноге али ова болест нестаје исто тако тајанствено како је и настала. Као и многа друга деца тог времена у Шведској браћа и сестре Лагерлеф добиле су кућно образовање пошто нови свеобухватни школски систем није био изграђен потпуно. Учила је и енглески и француски.
Била је озбиљнија, тиша и мирнија од своје браће, сестара и вршњака, делимично због ноге. Међутим, била је надарена и волела је да чита. Први роман прочитала је у седмој години и већ тада се одлучила да постане писац.
У десетој је прочитала целу Библију. Отац јој је тада био јако болестан и веровала је да може оздравити само ако прочита целу Библију. У дванаестој је написала једну дужу песму о родном крају. У четрнаестој години проводи неко време у Стокхолму због физиотерапија, и та посета је за њу имала велики значај

### Учитељица
После завршеног основног образовања, провела је неколико година код куће да би у јесен 1881. уписала учитељску школу у Стокхолму против очеве воље. Током образовања, породица запада у економске проблеме и посед Морбака се продаје. Отац јој умире 1885.
Током свог образовања, схватила је да су људи из њеног родног краја подједнако занимљиви и важни као они о којима је читала на часовима историје књижевности и тада одлучује да ће управо о њима писати у будућности. По завршетку студија добија посао у основној школи у Ландскруни. Волела је свој посао а и ученици су је ценили.

### Књижевница
1891. дебитовала је књигом „Геста Берлинг“ која се данас сматра једним од класичних дела шведске књижевности. Тадашњи критичари су је различито примили будући да је кршила популарне стилске идеале реализма.
Крајем 19. века напушта учитељски посао и издржава се искључиво писањем. 1897. године сели се у Фалун да би била ближе сестри Герди.
Селма је заједно са Софи Елкан, животном сапутницом, у више наврата путовала по Европи и Блиском истоку. После једног пута написала је роман „Јерусалим“ са којим је постала и међународно позната.
Њеним најчувенијим делима припада „Чудновато путовање Нилса Холгерсона кроз Шведску“ првобитно замишљено као уџбеник географије у којем један мали дечак пропутује целу Шведску на леђима једне гуске.

### Нобелова награда
Нобелову награду је добила 1909. Награду је добила за своја дела јер је њима ширила глас о Шведској по свету. Прва је жена којој је уручена Нобелова награда.

### Председница Шведске академије
Године 1914. изабрана је за првог женског члана Шведске академије.

### Политичка активност
Била је активна учесница у борби жена за добијање права гласа и једна је од оснивача Народне странке - Folkpartiet.

## Књижевна каријера
Посета 1900. Америчкој колонији у Јерусалиму постала је инспирација за Лагерлефову књигу под тим именом. Краљевска породица и Шведска академија дали су јој значајну финансијску подршку да настави своју страст. Јерусалим је такође наишао на похвале критичара, који су је почели упоређивати са Хомером и Шекспиром, тако да је постала популарна личност како у Шведској тако и у иностранству. До 1895. одустала је од подучавања да би се посветила писању. Уз помоћ прихода од Саге Госте Берлинга, стипендије и субвенција, извршила је два путовања, која су у великој мери била инструментална у обезбеђивању материјала за њен следећи роман. Са својом блиском пријатељицом Софи Елкан путовала је у Италију, а затим у Палестину и друге делове Истока. У Италији, легенда о фигури детета Христа која је замењена лажном верзијом инспирисала је Лагерлефов роман Antikrists mirakler (Чуда Антихриста). Смештен на Сицилији, роман истражује интеракцију између хришћанског и социјалистичког моралног система. Међутим, већина Лагерлефових прича смештена је у Вермланду.
Године 1902, Национално удружење учитеља замолило је Лагерлефову да напише географску књигу за децу. Она је написала Nils Holgerssons underbara resa genom Sverige (Нилсове чудесне авантуре), роман о дечаку из најјужнијег дела Шведске, који је био смањен до величине палца и који је путовао на леђима гуске широм земље. Лагерлеф је мешала историјске и географске чињенице о покрајинама Шведске са причом о дечаковим авантурама све док није успео да се врати кући и обнови у нормалну величину. Тај роман је једна од Селминих најпознатијих књига, а преведен је на више од 30 језика.
Она се преселила 1897. у Фалун и упознала Валборг Оландер, која је постала њен књижевни помоћник и пријатељ, али је Елканова љубомора на Оландера била компликација у вези. Оландер, учитељица, такође је била активна у растућем покрету за право гласа жена у Шведској. Сама Селма Лагерлеф била је активна као говорник за Националну асоцијацију за женско право гласа, што је било од користи за организацију због великог поштовања које је окруживало Лагерлеф, а говорила је на Међународном конгресу бирачког права у Стокхолму јуна 1911, где је дала уводну реч, као и на победничкој партији шведског покрета за право гласа након што је женама дато право гласа у мају 1919. године.
Селма Лагерлеф је била пријатељица немачко-јеврејске списатељице Нели Закс. Непосредно пре своје смрти 1940. године, Лагерлеф је интервенисала код шведске краљевске породице како би обезбедила ослобађање Заксове и Заксове остареле мајке из нацистичке Немачке, током последњег лета из Немачке у Шведску, и њиховог доживотног азила у Стокхолму.

## Награде и комеморације
Дана 10. децембра 1909, Селма Лагерлеф је добила Нобелову награду „у знак захвалности за узвишени идеализам, живу машту и духовну перцепцију који карактеришу њене списе“, али је тој одлуци претходила оштра унутрашња борба за надмоћ унутар Шведске Академија, тела које додељује Нобелову награду за књижевност. Током поздравног говора, остала је скромна и испричала фантастичну причу о свом оцу, док га је 'посетила на небу'. У причи, она тражи од оца помоћ око дуга који дугује, а њен отац објашњава да дуг потиче од свих људи који су је подржавали током њене каријере. Академија јој је 1904. године доделила своју велику златну медаљу, а 1914. године и она је постала члан академије. За чланство у академији и за Нобелову награду за књижевност, она је била прва жена која је тако награђена. Она је добила награду Litteris et Artibus 1909. и Illis quorum 1926. године. Године 1991, постала је прва жена приказана на шведској новчаници, када је пуштена прва новчаница од 20 круна.
Године 1907, добила је почасни степен доктора књижевности (filosofie hedersdoktor) Универзитета у Упсали. Године 1928, добила је почасни докторат на Факултету уметности Универзитета у Грајфсвалду. На почетку Другог светског рата послала је своју Нобелову награду и златну медаљу из Шведске академије влади Финске да помогне у прикупљању новца за борбу против Совјетског Савеза. Финска влада је била толико дирнута да је прикупила потребан новац другим средствима и вратила јој медаљу.

## Дела
Првобитно су наведене оригиналне публикације на шведском језику. За популарност Лагерлефове у Сједињеним Државама делом је заслужна Велма Свонстон Хауард, или В. С. Хауард (1868–1937, сифражеткиња и хришћански научник) – која је рано веровала у њену привлачност Американцима и која је пажљиво преводила многе од њених књига.
- Гестa Берлинг (норв. Gösta berling, 1891)
- Osynliga länkar (1894)
- Antikrists mirakler (1897)
- Drottningar i Kungahälla (1899)
- En herrgårdssägen (1899)
- Јерусалим (норв. Jerusalem, део 1-2, 1901-1902)
- Благо господина Арна (норв. Herr Arnes penningar, 1904)
- Легенде о Христу (1904)
- Сага о Нилсу Холгерсону (норв. Nils Holgerssons underbara resa genom Sverige, део 1-2, 1906-1907; на српски језик преведено и као Сага о Смиреу[23])
- En saga om en saga och andra sagor (1908)
- Liljecronas hem (1911)
- Körkarlen (1912)
- Цар Португалије (норв. Kejsarn av Portugallien, 1914)
- Troll och människor (del 1-2, 1915-1921)
- Bannlyst (1918)
- Zachris Topelius (1920)
- Mårbacka (1922)
- Löwensköldska ringen (1925)
- Charlotte Löwensköld (1925)
- Ана Сверд (1928)
- Ett barns memoarer (1930)
- Dagbok för Selma Ottilia Lovisa Lagerlöf (1932)
- Höst (1933)
- Från skilda tider (del 1-2, 1943-1945, постхумно)

## Занимљивости
Године 1992. постала је прва жена која се нашла на једној шведској новчаници.

### Ресурси
- Selma Ottilia Lovisa Lagerlöf Архивирано на веб-сајту  (17. децембар 2001) on Nobelprize.org
- Petri Liukkonen. "Selma Lagerlöf". Books and Writers
- The background to the writing of The Wonderful Adventures of Nils
- Works by Селма Лагерлеф at Open Library
- „Lagerlöf Ottilia Lovisa Selma”. Collier's New Encyclopedia. 1921.
- Новински исечци на тему  Селма Лагерлеф у Новинским архивама 20. века Немачке националне библиотеке економије (ZBW)

### Онлајн радови
- Selma Lagerlöf на сајту Пројекат Гутенберг (језик: енглески)
- Селма Лагерлеф на сајту Internet Archive (језик: енглески)
- Селма Лагерлеф на сајту LibriVox (језик: енглески)
- Works by Selma Lagerlöf at Project Runeberg (In Swedish)
- Works by Selma Lagerlöf at Swedish Literature Bank (In Swedish)

1. ↑  „Wägner, Elin”. Nordic Women's Literature (на језику: енглески). Приступљено 2020-02-28.
2. ↑  "The Mårbacka Edition". The Saturday Review of Literature. January 19, 1929. Retrieved on February 1, 2022.